# Alain Maury (Astronom)
| (3838) Epona                                             | 27. November 1986  |
| (4404) Enirac                                            | 2. April 1987      |
| (4482) Frèrebasile                                       | 1. September 1986  |
| (4558) Janesick1                                         | 12. Juli 1988      |
| (5370) Taranis                                           | 23. September 1986 |
| (11284) Belenus                                          | 21. Januar 1990    |
| (21001) Trogrlic                                         | 1. April 1987      |
| (120452) 1988 NA                                         | 6. Juli 1988       |
| (152188) Morricone2                                      | 27. August 2005    |
| 1 zusammen mit Jean Mueller 2 zusammen mit Franco Mallia |                    |

Alain Maury (* 1958 in Lorraine bei Nancy) ist ein französischer Astronom und Asteroidenentdecker.
Maury begann seine wissenschaftliche Arbeit am Schmidt-Teleskop des Centre d’Etudes et de Recherches Géodynamiques et Astronomiques (CERGA). Ab 1984 war er am Palomar-Observatorium tätig, wo er zum Team Palomar Sky Survey II gehörte.
Im Zeitraum von 1980 bis 1990 entdeckte er insgesamt 9 Asteroiden, teilweise während seiner Teilnahme am OCA-DLR Asteroid Survey (ODAS).
Daneben ist er der Entdecker des periodischen Kometen 115P/Maury sowie der Mitentdecker des nichtperiodischen Kometen C/1988 C1 (Maury-Phinney).
Seit 2003 betreibt er zusammen mit seiner Frau Alejandra seine eigene Sternwarte im Ayllu Solor in der Oase San Pedro de Atacama in Nord-Chile. Dort bieten die beiden Einführungskurse für Besucher an.

## Ehrungen
Der Asteroid (3780) Maury wurde nach ihm benannt.